# Lucia Portoghesi
Lucia Portoghesi (Roma, 11 settembre 1928) è una restauratrice, saggista, archeologa, storica del costume e docente italiana, tra i più noti sulla scena internazionale.

## Biografia
È sorella dell'architetto Paolo Portoghesi. 
Si è laureata a Pisa in Lettere con una tesi in Archeologia nel 1957. Ha frequentato poi a Roma la Scuola Nazionale di Archeologia e sempre a Pisa la Scuola Speciale di Archeologia Medievale. Negli anni '50 ha partecipato alle campagne di scavo di Tarquinia, Cerveteri, Grotta Polesini, Cergi, Pirgi.
Ha iniziato a dedicarsi alla Storia e al Restauro del Costume nel 1958, specializzandosi presso il Centre International Etude Textiles Ancients di Lione.
Negli anni '70 si è dedicata alla studio e alla catalogazione dei tessuti antichi esistenti nelle collezioni del Museo di Palazzo Venezia a Roma.
In seguito si è occupata della schedatura dei tessuti antichi nell'Italia centro-meridionale, e dopo il terremoto dell'80 ha collaborato con la Soprintendenza di Napoli, Salerno e Avellino.
Nel 1983 ha studiato per conto del CNR i reperti tessili di Ercolano e Pompei.
Sempre per la Soprintendenza di Salerno e Avellino ha scavato nel Nartece del Duomo di Salerno ed eseguito la ricognizione del sepolcro contenente le spoglie di Guglielmo d’Altavilla. Si è altresì occupata del reperimento delle vesti funebri di Gregorio VII.
Negli anni '10 del 2000 ha diretto il restauro delle vesti di Diego I Cavaniglia, appena rinvenute nel convento di San Francesco a Folloni a Montella. Tra essi, una giornea, che rappresenta l'unico esemplare mai rinvenuto.
Vive dividendosi tra Roma e Montella.

## La collezione e il Museo del Tessuto e del Costume
Negli anni ha messo insieme una importante collezione privata di capi d'abbigliamento storici che abbraccia il periodo fra il XIV e il XX secolo. A seguito di una donazione, la collezione è andata a costituire il Museo del Tessuto e del Costume di Spoleto.